# 藤井裕 (実業家)
藤井 裕（ふじい ゆたか、1956年4月19日 - ）は、日本の実業家、技術者。北海道電力代表取締役兼社長執行役員を経て、同社代表取締役会長、北海道経済連合会会長。元電気事業連合会副会長。

## 人物・経歴
北海道美唄市出身。実家は農家。美唄市の中学校、岩見沢東高等学校を経て、1981年に宇都宮大学工学部電気工学科を卒業後、北海道電力に入社し、帯広電力所保修課保修第一係に配属された。
北海道電力では送電部門を中心とした工務分野を長年担当した。調整型の温和な人柄で知られ、2007年には室蘭支店長に就任。2010年人事労務部長。2011年理事人事労務部長。2014年上席執行役員お客さま本部副本部長、ビジネスサポート本部副本部長、流通本部副本部長、配電部・工務部担当。2015年取締役常務執行役員流通本部長に昇格。
2016年北海道電力取締役副社長流通本部長。2008年からは取締役副社長送配電カンパニー社長を務め、発送電分離への準備等を担当したほか、北海道胆振東部地震によるブラックアウトからの復旧に尽力した。
代表取締役会長の佐藤佳孝の体調不良などもあり、2019年には代表取締役社長に昇格。泊発電所再稼働問題などにあたった。2021年電気事業連合会副会長。2023年北海道電力代表取締役会長、北海道経済連合会会長、北海道科学技術総合振興センター理事長、北海道スポーツ協会顧問。